# Fluido alla Boger
Un fluido alla Boger è un materiale viscoelastico che ha viscosità costante (segue semplicemente la legge di Newton-Stokes).
Durante la trattazione teorica del comportamento reologico di un fluido di Boger è quindi possibile separare gli aspetti viscosi, che vengono trattati allo stesso modo che per un fluido newtoniano, dagli aspetti elastici, permettendo di attribuire eventuali instabilità del sistema alla sola elasticità.
La modellazione dei fluidi di Boger è stata svolta nel 1970 da David Boger, che ha ottenuto grazie a tale scoperta un premio di 300 000 dollari.

## Applicazioni
Le proprietà dei fluidi di Boger sono state impiegate nell'industria della produzione dell'alluminio, e in particolare dall'azienda americana Alcoa. Le correnti materiali che contengono sottoprodotti della produzione di alluminio possono essere movimentate come fluido di Boger nel sistema di tubazioni senza che si abbia il rischio di intasamento delle condotte, in quanto questo rischio viene ad essere scongiurato grazie alla semplicità di modellazione offerta da tali fluidi.